# Langtauferer Ferner
De Langtauferer Ferner (Italiaans: Vedretta di Vallelunga) is de grootste gletsjer in de Zuid-Tiroler Ötztaler Alpen, gelegen net over de Italiaans-Oostenrijkse grens. De Langtauferer Ferner is door een machtige ijsmassa met de Gepatschferner verbonden. Aan de zuidelijke punt van de gletsjer is de 3739 meter hoge Weißkugel gelegen, evenals de 3553 meter hoge Innerer Bärenbartkogel. Aan de noordwestelijke punt ligt de Weißkugelhütte. De noordzijde van de gletsjer wordt gevormd door de Langtauferer Eiswände, waarvan de hoogste top 3319 meter hoog is. In het zuidwesten ligt de Bärenbartferner. Het 3170 meter hoge Langtaufer Joch, gelegen tussen de 3528 meter hoge Langtauferer Spitze en de 3352 meter hoge Vernagl verbindt de Langtauferer Ferner met de Langtauferer-Joch-Ferner. Het 3356 meter hoge Weißkugeljoch tussen Langtauferer Spitze en Weißkugel verbindt de gletsjer met de Hintereisferner.